# Mistrovství světa ve fotbale hráčů do 20 let 1987
Mistrovství světa ve fotbale hráčů do 20 let 1987 bylo šestým ročníkem tohoto turnaje. Vítězem se stala jugoslávská fotbalová reprezentace do 20 let.

## Kvalifikace
Na turnaj se kvalifikovaly nejlepší týmy z jednotlivých kontinentálních mistrovství.
| - Afrika (CAF) - Nigérie - Togo - Asie (AFC) - Bahrajn - Saúdská Arábie - Severní, Střední Amerika a Karibik (CONCACAF) - USA - Kanada - Jižní Amerika (CONMEBOL) - Chile - Brazílie - Kolumbie |  | - Evropa (UEFA) - Bulharsko - SRN - NDR - Itálie - Jugoslávie - Skotsko - Oceánie (OFC) - Austrálie - Hostitel - Chile |

## Základní skupiny

### Skupina A
| Tým        | B | Z | V | R | P | VG | IG | +/- |
| ---------- | - | - | - | - | - | -- | -- | --- |
| Jugoslávie | 6 | 3 | 3 | 0 | 0 | 12 | 3  | +9  |
| Chile      | 4 | 3 | 2 | 0 | 1 | 7  | 4  | +3  |
| Austrálie  | 2 | 3 | 1 | 0 | 2 | 2  | 6  | -4  |
| Togo       | 0 | 3 | 0 | 0 | 3 | 1  | 9  | -8  |

| 10. října 1987 17:00 |          |                                     |                                                                                              |
| Chile                | 2:4      | Jugoslávie                          | Estadio Nacional, Santiago de Chile diváci: 67 000 rozhodčí: Juan Carlos Loustau (Argentina) |
| Tudor 17' Pino 67'   | (Report) | Boban 14' Štimac 19' Šuker 61', 63' | Estadio Nacional, Santiago de Chile diváci: 67 000 rozhodčí: Juan Carlos Loustau (Argentina) |

| 11. října 1987 17:00 |          |                         |                                                                                                 |
| Togo                 | 0:2      | Austrálie               | Estadio Nacional, Santiago de Chile diváci: 15 000 rozhodčí: Abdullah Al Nasir (Saúdská Arábie) |
|                      | (Report) | Edwards 7' Reynolds 13' | Estadio Nacional, Santiago de Chile diváci: 15 000 rozhodčí: Abdullah Al Nasir (Saúdská Arábie) |

| 13. října 1987 17:00          |          |      |                                                                                  |
| Chile                         | 3:0      | Togo | Estadio Nacional, Santiago de Chile diváci: 60 000 rozhodčí: Vincent Mauro (USA) |
| Pino 8' (pen.) Tudor 32', 75' | (Report) |      | Estadio Nacional, Santiago de Chile diváci: 60 000 rozhodčí: Vincent Mauro (USA) |

| 14. října 1987 17:00                |          |           |                                                                                        |
| Jugoslávie                          | 4:0      | Austrálie | Estadio Nacional, Santiago de Chile diváci: 20 000 rozhodčí: Mohamed Hansal (Alžírsko) |
| Brnović 7' Šuker 22', 71' Boban 67' | (Report) |           | Estadio Nacional, Santiago de Chile diváci: 20 000 rozhodčí: Mohamed Hansal (Alžírsko) |

| 17. října 1987 17:00 |          |           |                                                                                                 |
| Chile                | 2:0      | Austrálie | Estadio Nacional, Santiago de Chile diváci: 75 000 rozhodčí: Emilio Soriano Aladrén (Španělsko) |
| Pino 22', 52'        | (Report) |           | Estadio Nacional, Santiago de Chile diváci: 75 000 rozhodčí: Emilio Soriano Aladrén (Španělsko) |

| 18. října 1987 17:00                              |          |         |                                                                                     |
| Jugoslávie                                        | 4:1      | Togo    | Estadio Nacional, Santiago de Chile diváci: 12 000 rozhodčí: Rune Larsson (Švédsko) |
| Mijatović 20', 33' Zirojević 53' Šuker 84' (pen.) | (Report) | Ali 75' | Estadio Nacional, Santiago de Chile diváci: 12 000 rozhodčí: Rune Larsson (Švédsko) |

### Skupina B
| Tým      | B | Z | V | R | P | VG | IG | +/- |
| -------- | - | - | - | - | - | -- | -- | --- |
| Itálie   | 5 | 3 | 2 | 1 | 0 | 5  | 2  | +3  |
| Brazílie | 4 | 3 | 2 | 0 | 1 | 5  | 1  | +4  |
| Kanada   | 2 | 3 | 0 | 2 | 1 | 4  | 5  | -1  |
| Nigérie  | 1 | 3 | 0 | 1 | 2 | 2  | 8  | -6  |

| 11. října 1987 17:00                               |          |         |                                                         |
| Brazílie                                           | 4:0      | Nigérie | Concepción diváci: 27 000 rozhodčí: Allan Gunn (Anglie) |
| Alcindo 20' André Cruz 29' William 35', 62' (pen.) | (Report) |         | Concepción diváci: 27 000 rozhodčí: Allan Gunn (Anglie) |

| 12. října 1987 17:00             |          |                       |                                                                  |
| Itálie                           | 2:2      | Kanada                | Concepción diváci: 13 500 rozhodčí: Enrique Labo Revoredo (Peru) |
| Impallomeni 50' (pen.) Melli 82' | (Report) | Grimes 9' Mobilio 44' | Concepción diváci: 13 500 rozhodčí: Enrique Labo Revoredo (Peru) |

| 14. října 1987 17:00 |          |             |                                                                       |
| Brazílie             | 0:1      | Itálie      | Concepción diváci: 18 000 rozhodčí: Rodolfo Martínez Mejía (Honduras) |
|                      | (Report) | Rizzolo 60' | Concepción diváci: 18 000 rozhodčí: Rodolfo Martínez Mejía (Honduras) |

| 15. října 1987 17:00 |          |                         |                                                                      |
| Nigérie              | 2:2      | Kanada                  | Concepción diváci: 5 000 rozhodčí: Soetoyo Hartasardjono (Indonésie) |
| Effa 5' Adekola 44'  | (Report) | Jansen 6' Domezetis 88' | Concepción diváci: 5 000 rozhodčí: Soetoyo Hartasardjono (Indonésie) |

| 17. října 1987 17:00 |          |        |                                                                   |
| Brazílie             | 1:0      | Kanada | Concepción diváci: 8 000 rozhodčí: Octavio Sierra Mesa (Kolumbie) |
| André Cruz 82'       | (Report) |        | Concepción diváci: 8 000 rozhodčí: Octavio Sierra Mesa (Kolumbie) |

| 18. října 1987 17:00 |          |                       |                                                            |
| Nigérie              | 0:2      | Itálie                | Concepción diváci: 9 000 rozhodčí: Guenther Abermann (NDR) |
|                      | (Report) | Carrara 23' Melli 24' | Concepción diváci: 9 000 rozhodčí: Guenther Abermann (NDR) |

### Skupina C
| Tým      | B | Z | V | R | P | VG | IG | +/- |
| -------- | - | - | - | - | - | -- | -- | --- |
| NDR      | 4 | 3 | 2 | 0 | 1 | 6  | 3  | +3  |
| Skotsko  | 4 | 3 | 1 | 2 | 0 | 5  | 4  | +1  |
| Kolumbie | 3 | 3 | 1 | 1 | 1 | 4  | 5  | -1  |
| Bahrajn  | 1 | 3 | 0 | 1 | 2 | 1  | 4  | -3  |

| 11. října 1987 17:00 |          |                              |                                                               |
| NDR                  | 1:2      | Skotsko                      | Valparaíso diváci: 10 000 rozhodčí: Arnaldo Coelho (Brazílie) |
| Prasse 32'           | (Report) | McLeod 30' (pen.) Butler 36' | Valparaíso diváci: 10 000 rozhodčí: Arnaldo Coelho (Brazílie) |

| 12. října 1987 17:00 |          |         |                                                             |
| Kolumbie             | 1:0      | Bahrajn | Valparaíso diváci: 5 000 rozhodčí: John B. Meachin (Kanada) |
| Tréllez 10'          | (Report) |         | Valparaíso diváci: 5 000 rozhodčí: John B. Meachin (Kanada) |

| 14. října 1987 17:00 |          |                    |                                                           |
| NDR                  | 3:1      | Kolumbie           | Valparaíso diváci: 4 000 rozhodčí: Rune Larsson (Švédsko) |
| Sammer 9', 30', 70'  | (Report) | Tréllez 90' (pen.) | Valparaíso diváci: 4 000 rozhodčí: Rune Larsson (Švédsko) |

| 15. října 1987 17:00 |          |                |                                                          |
| Skotsko              | 1:1      | Bahrajn        | Valparaíso diváci: 3 000 rozhodčí: Badou Jasseh (Gambie) |
| Nisbet 76'           | (Report) | Al Kharraz 24' | Valparaíso diváci: 3 000 rozhodčí: Badou Jasseh (Gambie) |

| 17. října 1987 17:00 |          |         |                                                               |
| NDR                  | 2:0      | Bahrajn | Valparaíso diváci: 2 000 rozhodčí: Richard Lorenc (Austrálie) |
| Liebers 78' Wosz 83' | (Report) |         | Valparaíso diváci: 2 000 rozhodčí: Richard Lorenc (Austrálie) |

| 18. října 1987 17:00         |          |                   |                                                              |
| Skotsko                      | 2:2      | Kolumbie          | Valparaíso diváci: 5 000 rozhodčí: Claude Bouillet (Francie) |
| Wright 61' McLeod 74' (pen.) | (Report) | Guerrero 48', 58' | Valparaíso diváci: 5 000 rozhodčí: Claude Bouillet (Francie) |

### Skupina D
| Tým            | B | Z | V | R | P | VG | IG | +/- |
| -------------- | - | - | - | - | - | -- | -- | --- |
| SRN            | 6 | 3 | 3 | 0 | 0 | 8  | 1  | +7  |
| Bulharsko      | 4 | 3 | 2 | 0 | 1 | 3  | 3  | 0   |
| USA            | 2 | 3 | 1 | 0 | 2 | 2  | 3  | -1  |
| Saúdská Arábie | 0 | 3 | 0 | 0 | 3 | 0  | 6  | -6  |

| 11. října 1987 17:00 |          |             |                                                                  |
| USA                  | 0:1      | Bulharsko   | Antofagasta diváci: 18 000 rozhodčí: Jean-Fidele Diramba (Gabon) |
|                      | (Report) | Vasilev 26' | Antofagasta diváci: 18 000 rozhodčí: Jean-Fidele Diramba (Gabon) |

| 12. října 1987 17:00 |          |                                  |                                                           |
| Saúdská Arábie       | 0:3      | SRN                              | Antofagasta diváci: 8 000 rozhodčí: Carlo Longhi (Itálie) |
|                      | (Report) | Epp 6' Strehmel 27' Witeczek 31' | Antofagasta diváci: 8 000 rozhodčí: Carlo Longhi (Itálie) |

| 14. října 1987 17:00 |          |                |                                                                  |
| USA                  | 1:0      | Saúdská Arábie | Antofagasta diváci: 5 000 rozhodčí: Stjepan Glavina (Jugoslávie) |
| Unger 73'            | (Report) |                | Antofagasta diváci: 5 000 rozhodčí: Stjepan Glavina (Jugoslávie) |

| 15. října 1987 17:00 |          |                                        |                                                                 |
| Bulharsko            | 0:3      | SRN                                    | Antofagasta diváci: 8 000 rozhodčí: Enrique Marín Gallo (Chile) |
|                      | (Report) | Witeczek 50' (pen.), 53' Reinhardt 59' | Antofagasta diváci: 8 000 rozhodčí: Enrique Marín Gallo (Chile) |

| 17. října 1987 17:00 |          |                         |                                                               |
| USA                  | 1:2      | SRN                     | Antofagasta diváci: 3 500 rozhodčí: Toshikazu Sano (Japonsko) |
| Constantino 44'      | (Report) | Witeczek 36' Möller 73' | Antofagasta diváci: 3 500 rozhodčí: Toshikazu Sano (Japonsko) |

| 18. října 1987 17:00         |          |                |                                                            |
| Bulharsko                    | 2:0      | Saúdská Arábie | Antofagasta diváci: 8 000 rozhodčí: Yi-Fa Chow (Tchaj-wan) |
| Slavtchev 31' Kalaydjiev 37' | (Report) |                | Antofagasta diváci: 8 000 rozhodčí: Yi-Fa Chow (Tchaj-wan) |

## Play off

### Čtvrtfinále
| 21. října 1987 16:15 |          |                 |                                                            |
| Itálie               | 0:1      | Chile           | Concepción diváci: 35 000 rozhodčí: Rune Larsson (Švédsko) |
|                      | (Report) | Pino 73' (pen.) | Concepción diváci: 35 000 rozhodčí: Rune Larsson (Švédsko) |

| 21. října 1987 16:15          |          |           |                                                        |
| NDR                           | 2:0      | Bulharsko | Valparaíso diváci: 3 000 rozhodčí: Allan Gunn (Anglie) |
| Steinmann 70' (pen.) Wosz 83' | (Report) |           | Valparaíso diváci: 3 000 rozhodčí: Allan Gunn (Anglie) |

| 21. října 1987 16:15 |                         |            |                                                                     |
| SRN                  | 1:1 (prodl.) (4-3 pen.) | Skotsko    | Antofagasta diváci: 4 000 rozhodčí: Juan Carlos Loustau (Argentina) |
| Reinhardt 8'         | (Report)                | Nisbet 45' | Antofagasta diváci: 4 000 rozhodčí: Juan Carlos Loustau (Argentina) |

| 21. října 1987 19:15         |          |             |                                                                                                 |
| Jugoslávie                   | 2:1      | Brazílie    | Estadio Nacional, Santiago de Chile diváci: 60 000 rozhodčí: Emilio Soriano Aladrén (Španělsko) |
| Mijatović 52' Prosinečki 89' | (Report) | Alcindo 44' | Estadio Nacional, Santiago de Chile diváci: 60 000 rozhodčí: Emilio Soriano Aladrén (Španělsko) |

### Semifinále
| 23. října 1987 16:15 |          |                                              |                                                               |
| Chile                | 0:4      | SRN                                          | Concepción diváci: 36 000 rozhodčí: Claude Bouillet (Francie) |
|                      | (Report) | Eichenauer 9' Dammeier 15' Witeczek 36', 69' | Concepción diváci: 36 000 rozhodčí: Claude Bouillet (Francie) |

| 23. října 1987 19:15 |          |            |                                                                                         |
| Jugoslávie           | 2:1      | NDR        | Estadio Nacional, Santiago de Chile diváci: 35 000 rozhodčí: Richard Lorenc (Austrálie) |
| Štimac 30' Šuker 70' | (Report) | Sammer 49' | Estadio Nacional, Santiago de Chile diváci: 35 000 rozhodčí: Richard Lorenc (Austrálie) |

### O 3. místo
| 25. října 1987 15:00 |                         |              |                                                                                        |
| NDR                  | 1:1 (prodl.) (3-1 pen.) | Chile        | Estadio Nacional, Santiago de Chile diváci: 65 000 rozhodčí: Arnaldo Coelho (Brazílie) |
| Kracht 73'           | (Report)                | González 84' | Estadio Nacional, Santiago de Chile diváci: 65 000 rozhodčí: Arnaldo Coelho (Brazílie) |

### Finále
| 25. října 1987 18:00 |                         |                     |                                                                                              |
| Jugoslávie           | 1:1 (prodl.) (5-4 pen.) | SRN                 | Estadio Nacional, Santiago de Chile diváci: 65 000 rozhodčí: Juan Carlos Loustau (Argentina) |
| Boban 85'            | (Report)                | Witeczek 87' (pen.) | Estadio Nacional, Santiago de Chile diváci: 65 000 rozhodčí: Juan Carlos Loustau (Argentina) |

## Vítěz
| Mistrovství světa ve fotbale hráčů do 20 let 1987 Jugoslávie (1.titul) Dragoje Leković • Branko Brnović • Robert Jarni • Dubravko Pavličić • Slavoljub Janković • Igor Štimac • Zoran Mijucić • Zvonimir Boban • Robert Prosinečki • Milan Pavlović (c) • Predrag Mijatović • Tomislav Piplica • Davor Šuker • Gordan Petrić • Pero Škorić • Dejan Antonić • Slaviša Đurković • Ranko Zirojević |